# Samuel Butler (romanforfatter)
 Der er flere personer med dette navn, se Samuel Butler.
Samuel Butler (1835-1902) var en engelsk maler og forfatter.
Butler fik sin uddannelse i Shrewsbury (hvor farfaderen med samme navn havde været rektor) og Cambridge og tilbragte derpå nogle år på Ny-Zeeland.
1872 udgav han Erehwon (nowhere omvendt), en utopisk roman, der med megen lune og ironi skildrer sæder og skikke i et opdigtet land. 1901 fulgte Erehwon Revisited.